# Nicolas Duvauchelle
Pour les articles homonymes, voir Duvauchelle.
Nicolas Duvauchelle est un acteur français né le 27 mars 1980 à Paris.
Il décroche son premier rôle à l'âge de dix-huit ans dans le drame Le Petit Voleur d'Érick Zonca qui reçoit un bel accueil critique, avant d'être la tête d'affiche de deux autres succès : Les Corps impatients de Xavier Giannoli (2004) qui lui vaut sa première nomination aux César dans la catégorie « meilleur espoir masculin » et Le Grand Meaulnes aux côtés de Jean-Baptiste Maunier, en 2006.
À partir de cette année-là, il varie les genres - jouant aussi bien dans des drames que dans des comédies ou des thrillers - et alterne entre superproductions et films indépendants. Depuis le début de sa carrière, l'acteur compte plusieurs gros succès dont Polisse de Maïwenn pour lequel il a reçu une seconde nomination aux César, La Fille du Puisatier de Daniel Auteuil (2011), Dalida de Lisa Azuelos (2017), Le Collier Rouge de Jean Becker (2018), et récemment la franchise Balle perdue (2020, 2023) distribuée par Netflix.

## Biographie

### Carrière
Repéré dans le club de boxe thaïlandaise dans lequel il s'entraîne dans le XIe arrondissement de Paris, il décroche son premier rôle à 18 ans dans Le Petit Voleur d'Érick Zonca.

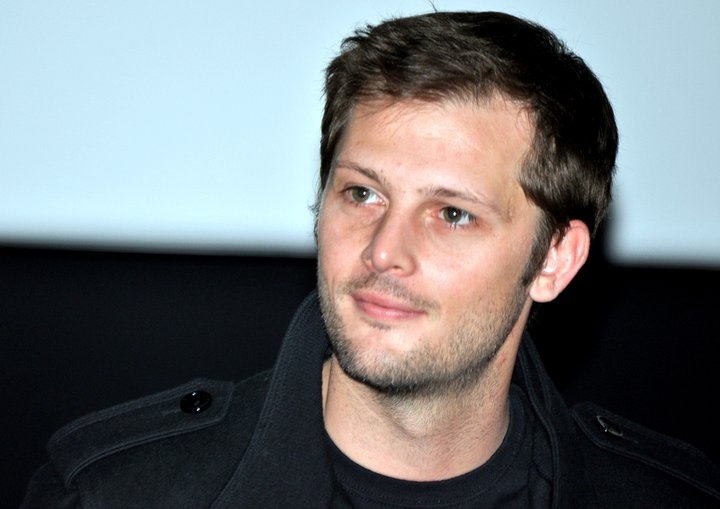
Nicolas Duvauchelle en 2011 à l'avant-première du film Les Yeux de sa mère.

Il a chanté dans le groupe de hardcore metal parisien Cry Havoc.
Il chante et apparaît dans le clip My Lovely Diehard.

### Vie privée
De sa relation avec l'actrice Ludivine Sagnier, rencontrée sur le tournage d'Une aventure dont il est séparé depuis 2007, Nicolas Duvauchelle a une fille, Bonnie, née en 2005.
Au début de 2012, il est de nouveau père d'une petite Romy, avec Laura Isaaz, dont il est séparé depuis.
Il est très ami avec l'actrice Karole Rocher, rencontrée sur le tournage de la série Braquo (2009). Ils se sont également donné la réplique dans le film Polisse (2011).
Il a été en couple avec Anouchka Alsif, une jeune mannequin. Le 31 août 2017, elle donne naissance au troisième enfant de l’acteur, un fils prénommé Andrea. Ils se séparent en 2018.
Depuis 2019, il est en couple avec Chloé Roy, avec qui il se fiance en août 2022. Ils se marient le 18 mai 2024 à Ploërmel, Morbihan.

## Affaires judiciaires

### Accusations de violence
En 2024, après trois ans sans tourner, l'actrice Sara Forestier fait son retour au cinéma et explique qu'elle a dû prendre le temps de se reconstruire parce qu'elle avait été frappée par un acteur sur un tournage. Elle annonce avoir porté plainte et ne nomme pas l'acteur, mais le nom de Nicolas Duvauchelle sort sur les réseaux sociaux, ce qui le pousse à communiquer sur Instagram : « Que ce soit clair pour tous les pseudos justiciers en carton... Je n’ai jamais touché Sara Forestier, plusieurs témoins étaient présents dont la réalisatrice et une enquête a été menée par la justice. Merci de respecter le verdict. Je compte poursuivre tous les petits malins qui continuent à me poster lâchement des messages ».
Le 4 décembre 2024, à la suite d'une interview de Sara Forestier sur le site Médiapart diffusée la veille, le parquet de Paris confirme que celle-ci a bien déposé plainte contre Nicolas Duvauchelle le 31 mars 2023 pour l'avoir giflée sur le tournage du film Bonhomme en 2017. Il précise également que des plaintes pour violences ou menaces déposées par l'une des anciennes compagnes de Nicolas Duvauchelle contre l'acteur ont été classées sans suite en mai 2016, mai 2019 et juillet 2021 au motif qu'aucune infraction n'était suffisamment caractérisée,.
Le 7 décembre 2024, le journal Le Parisien publie une enquête sur l'acteur révélant que trois plaintes et deux mains courantes ont été déposées contre lui par trois anciennes compagnes : les dossiers des plaintes comportaient, selon les informations du quotidien, des messages contenant des insultes et des menaces, des photos d’hématomes, de trous dans les murs, et des certificats médicaux attestant de jours d’Incapacité Temporaire de Travail. Dans le cadre de ces procédures judiciaires, le comédien aurait perdu la garde de ses deux plus jeunes enfants pendant six mois. L'ensemble des plaintes a été classé sans suite par la justice pour infractions non suffisamment caractérisées,.

## Filmographie

### Cinéma

#### Longs métrages
- 1999 : Le Petit Voleur d'Érick Zonca : Esse
- 1999 : Beau Travail de Claire Denis : un légionnaire
- 2000 : Du poil sous les roses de Jean-Julien Chervier et Agnès Obadia : Jojo, le frère de Roudoudou
- 2001 : Ligne 208 de Bernard Dumont : Pascal
- 2001 : Trouble Every Day de Claire Denis : Erwan
- 2003 : Snowboarder d'Olias Barco : Gaspard
- 2003 : Les Corps impatients de Xavier Giannoli : Paul
- 2004 : À tout de suite de Benoît Jacquot : Alain
- 2004 : Poids léger de Jean-Pierre Améris : Antoine
- 2005 : Une aventure de Xavier Giannoli : Julien
- 2006 : Hell, de Bruno Chiche : Andrea
- 2006 : Avril, de Gérald Hustache-Mathieu : Pierre
- 2006 : Le Grand Meaulnes, de Jean-Daniel Verhaeghe : Augustin Meaulnes
- 2007 : À l'intérieur d'Alexandre Bustillo et Julien Maury : le policier Bac 3
- 2007 : Le Deuxième souffle d'Alain Corneau : Antoine
- 2008 : Secret défense de Philippe Haïm : Pierre/Aziz
- 2009 : La Fille du RER d'André Téchiné : Franck
- 2009 : Les Herbes folles d'Alain Resnais : Jean-Mi
- 2009 : White Material de Claire Denis : Manuel Vial
- 2010 : La Blonde aux seins nus de Manuel Pradal : Julien Rivera
- 2010 : Stretch de Charles de Meaux : Thierry
- 2010 : Happy Few d'Antony Cordier : Vincent
- 2011 : Les Yeux de sa mère de Thierry Klifa : Mathieu Roussel
- 2011 : La Fille du puisatier de Daniel Auteuil : Jacques Mazel
- 2011 : Polisse de Maïwenn : Mathieu
- 2012 : Parlez-moi de vous de Pierre Pinaud : Lucas
- 2012 : Comme des frères de Hugo Gélin : Elie
- 2012 : Mariage à Mendoza d'Édouard Deluc : Antoine
- 2013 : Pour une femme de Diane Kurys : Jean
- 2014 : Maintenant ou jamais de Serge Frydman : Manuel Benetti
- 2014 : Bodybuilder de Roschdy Zem : Fred Morel
- 2015 : Le Combat ordinaire de Laurent Tuel : Marco
- 2015 : La Rivière sans fin d'Oliver Hermanus : Gilles
- 2016 : Je ne suis pas un salaud d'Emmanuel Finkiel : Eddy
- 2017 : Dalida de Lisa Azuelos : Richard Chanfray
- 2017 : Orpheline d'Arnaud des Pallières : père de Kiki
- 2017 : Jour J de Reem Kherici : Mathias
- 2017 : Un beau soleil intérieur de Claire Denis : l'acteur
- 2017 : Tout nous sépare de Thierry Klifa : Rodolphe Calavera
- 2018 : Le Collier rouge de Jean Becker : Morlac
- 2018 : Bonhomme de Marion Vernoux : Piotr
- 2019 : Persona non grata de Roschdy Zem : José Nunes
- 2019 : Les Envoûtés de Pascal Bonitzer : Simon
- 2020 : Balle perdue de Guillaume Pierret : Areski Novak
- 2020 : Une sirène à Paris de Mathias Malzieu : Gaspard Neige
- 2021 : La Patte de lapin (Кроличья лапа, Krolichya lapa) de Nana Djordjadze : Nika
- 2022 : Balle perdue 2 de Guillaume Pierret : Areski Novak
- 2023 : Hawaii de Mélissa Drigeard : Bruno
- 2023 : Un hiver en été de Laetitia Masson : Philippe
- 2023 : Les Rois de la piste de Thierry Klifa : Jérémy
- 2025 : Brûle le sang de Akaki Popkhadze : Gabriel
- 2025 : Balle perdue 3 de Guillaume Pierret : Areski Novak

#### Courts métrages
- 2002 : Les Frères Hélias de Freddy Busso
- 2011 : The Shoe, d'André Saraiva
- 2014 : Dépareillé, de Michael Pierrard

### Télévision

#### Téléfilms
- 2008 : Rien dans les poches de Marion Vernoux : Étienne Faber
- 2019 : La Forêt d'argent d'Emmanuel Bourdieu : David Lambert

#### Séries télévisées
- 2000 : Un homme en colère : Kevin (1 épisode)
- 2009-2014 : Braquo : Théo Wachevski (trois saisons)
- 2015 : Malaterra : Pierre Viviani (mini-série)
- 2021 : Un homme d'honneur : Fred Santos (mini-série)
- 2021 : Disparu à jamais de David Elkaïm et Vincent Poymiro : Fred (mini-série)
- 2022 : Les Papillons noirs d'Olivier Abbou et Bruno Merle : Adrien (mini-série)
- 2023 : Cœurs noirs de Ziad Doueiri : Martin Manzard
- 2023 : Pax Massilia d'Olivier Marchal : Franck Murillo
- 2024 : Citoyens clandestins de Laëtitia Masson : Ponsot
- 2024 : Fortune de France de Christopher Thompson : Jean de Siorac

#### Clips

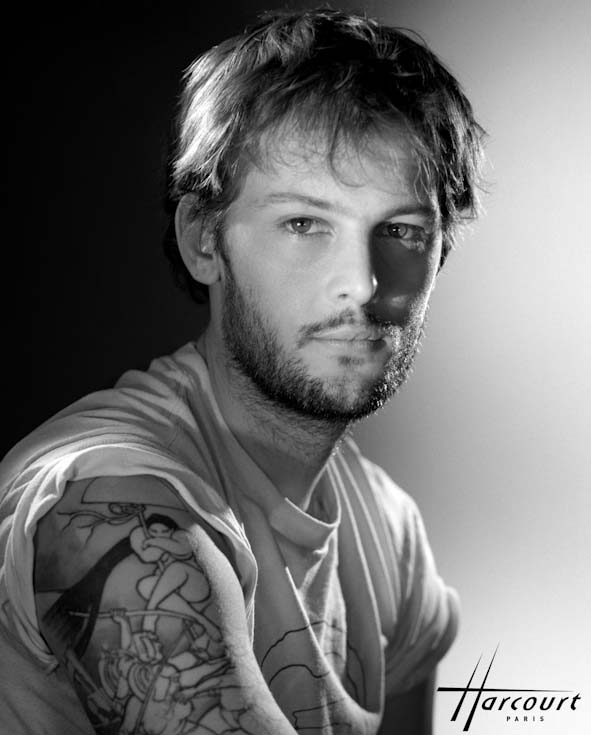
Nicolas Duvauchelle photographié en 2006 par le Studio Harcourt.

- 2015 : Le Bout du tunnel de Mehdi Idir sur la chanson de Grand Corps Malade
- 2011 : My Lovely Diehard de Nicolas Duvauchelle, Michael D'Amour (Les Skalopes, Candy Rainbow) et Guillaume (Les Sales Majestés)
- 2016 : M.F.Ç de DJ Pone
- 2018 : Naive de Hangman's Chair
- 2020 : Silence de Camelia Jordana

## Doublage
- 2014 : Le Prophète : Halim
- 2017 : Cars 3 : Jackson Storm

## Théâtre
- 2000 : American Buffalo de David Mamet, mise en scène Michel Fau, Théâtre du Rond-Point
- 2014 : Des journées entières dans les arbres de Marguerite Duras, mise en scène Thierry Klifa, Théâtre de la Gaîté Montparnasse

## Distinctions

### Récompenses
- Festival du Film de la Réunion 2012 : Prix jeune de la meilleure interprétation masculine pour Comme des frères
- Festival du film francophone d'Angoulême 2015 : Valois du meilleur acteur pour Je ne suis pas un salaud
- Ibis d'or 2017 : Meilleur acteur pour Tout nous sépare
- Festival de la fiction TV de La Rochelle 2024 : Meilleur acteur avec Guillaume Gouix pour Fortune de France[12]

### Nominations
- César 2004 : Meilleur espoir masculin pour Les Corps impatients
- César 2012 : Meilleur acteur dans un second rôle pour Polisse
- Lumières 2017 : Meilleur acteur pour Je ne suis pas un salaud
- César 2017 : Meilleur acteur pour Je ne suis pas un salaud